# NGC 3211
NGC 3211 је планетарна маглина у сазвежђу Прамац која се налази на NGC листи објеката дубоког неба.
Деклинација објекта је - 62° 40' 12" а ректасцензија 10h 17m 50,4s. Привидна величина (магнитуда) објекта NGC 3211 износи 10,7 а фотографска магнитуда 11,8. NGC 3211 је још познат и под ознакама PK 286-4.1, ESO 127-PN15, AM 1016-622.